# Euricle Epitincano
Flavio Euricle Epitincano (latino: Flavius Eurycles Epityncanus; floruit 450) fu un politico romano.
Ricoprì la carica di praefectus urbi nel 450; due iscrizioni datate al 24 aprile di quell'anno e ritrovate nei pressi dell'Arco di Gallieno (CIL VI, 1662 e CIL VI, 31888) attestano dei lavori riguardanti un foro non meglio specificato.